# Tuncel Kurtiz
Tuncel Kurtiz (ur. 1 lutego 1936 w Bilecik, zm. 27 września 2013 w Stambule) – turecki aktor filmowy, teatralny i telewizyjny, okazjonalnie również reżyser i scenarzysta.

## Wybrana filmografia

### Aktor

#### Seriale telewizyjne
- 1989: The Mahabharata - Shakuni
- 2008: Jack Hunter i zaginiony skarb Ugaritu - Said
- 2009: Ezel - Ramiz Karaeski
- 2012–2013: Wspaniałe stulecie - sędzia Ebu Suud Efendi

#### Filmy
- 1964: Şeytanın Uşakları
- 1983: Mur - Tonton Ali
- 1990: Die Hallo-Sisters - Samy
- 1996: Salto w trumnie
- 2002: A cavallo della tigre - Tiger
- 2010: Siyah beyaz - Ahmet Nihat